# رينيه وولف
رينيه وولف (بالألمانية: René Wolff)‏ مواليد 4 أبريل 1978 في إرفورت، ألمانيا الشرقية، هو دراج ألماني. شارك في دورة الألعاب الأولمبية الصيفية وفاز بميدالية أولمبية.

## الميداليات
| الميدالية | المسابقة                       |
| --------- | ------------------------------ |
| ذهبية     | الألعاب الأولمبية الصيفية 2004 |
| برونزية   | الألعاب الأولمبية الصيفية 2004 |

## روابط خارجية
- رينيه وولف على موقع أرشيف الدراجات (الإنجليزية)
- رينيه وولف على موقع CycleBase (الإنجليزية)
- رينيه وولف على موقع أوليمبيديا (الإنجليزية)